# Премия «Серебряный медведь» за выдающиеся достижения в области киноискусства
Пре́мия «Сере́бряный медве́дь» за выдаю́щиеся достиже́ния в о́бласти киноиску́сства — приз, вручаемый на Берлинском кинофестивале с 1978 года как отдельным персоналиям, так и фильмам.

## Обладатели наград
| Год  | Персона | Профессия                                    | Фильм                                                                       |
| ---- | --- | -------------------------------------------- | --------------------------------------------------------------------------- |
| 1978 | Ежи Кавалерович | кинорежиссёр                                 | Смерть президента / Smierc prezydenta                                       |
| 1978 | Октавио Кортасар | сценарист, кинорежиссёр                      | Учитель / El Brigadista                                                     |
| 1979 | Хеннинг фон Гирке | художник                                     | Носферату — призрак ночи / Nosferatu — Phantom der Nacht                    |
| 1979 | Стен Хольмберг | художник                                     | Император / Kejsaren                                                        |
| 1981 | Маркус Имхоф | сценарист, кинорежиссёр                      | Лодка полна / Das Boot ist voll                                             |
| 1982 | Золтан Фабри | кинорежиссёр                                 | Реквием / Requiem                                                           |
| 1983 | Ксавер Шварценбергер                                                                                                   | кинорежиссёр                                 | Тихий океан / Der stille Ozean                                              |
| 1984 | Моника Витти | актриса                                      | Флирт / Flirt                                                               |
| 1985 | Толомуш Океев | кинорежиссёр                                 | Потомок белого барса                                                        |
| 1985 | | Рони, дочь разбойника                        |                                                                             |
| 1986 | |                                              | Караваджо / Caravaggio                                                      |
| 1986 | | Копьеносец Гондза / Yari no Gonza            |                                                                             |
| 1987 | Марта Месарош | сценарист, кинорежиссёр                      | Дневник для моих любовников / Napló szerelmeimnek                           |
| 1987 | Фернандо Труэба | соавтор сценария, кинорежиссёр               | Год пробуждения / El año de las luces                                       |
| 1987 | | Дети меньшего бога /Children Of A Lesser God |                                                                             |
| 1988 | Януш Заорский | сценарист, кинорежиссёр                      | Мать королей / Matka Królów                                                 |
| 1988 | | Внутренний долг / La deuda interna           |                                                                             |
| 1989 | Эрик Богосян | соавтор сценария, актёр                      | Радиоболтовня / Talk Radio                                                  |
| 1989 | Кайпо Коэн, Гила Альмагор                                                                                              | актрисы                                      | Лето Авии / Hakayitz shel Aviya                                             |
| 1990 | Фэй Се | кинорежиссёр                                 | Чёрный снег / Ben ming nian                                                 |
| 1990 | | Каминг-аут / Coming Out                      |                                                                             |
| 1991 | Кевин Костнер | кинорежиссёр, актёр                          | Танцующий с волками / Dances With Wolves                                    |
| 1992 | Рикардо Ларрейн | сценарист, кинорежиссёр                      | Граница / La Frontera                                                       |
| 1992 | | Повелитель теней / Beltenebros               |                                                                             |
| 1993 | |                                              | Солнце неспящих / Udzinarta mse                                             |
| 1994 | Ален Рене | кинорежиссёр                                 | Курить/Не курить / Smoking/No Smoking                                       |
| 1994 | | Год собаки                                   |                                                                             |
| 1995 | |                                              | Румяна / Hóngfěn                                                            |
| 1996 | Ёити Хигаси | кинорежиссёр                                 | Деревня Снов / E no naka no boku no mura                                    |
| 1996 | Анджей Вайда | сценарист, кинорежиссёр                      | Страстная неделя / Wielki tydzien                                           |
| 1997 | Збигнев Прайснер | композитор                                   | Остров на Птичьей улице / The Island On Bird Street                         |
| 1997 | Рауль Руис Пинo | соавтор сценария, кинорежиссёр               | История преступления / Généalogies d’un crime                               |
| 1998 | Мэтт Деймон | соавтор сценария, актёр                      | Умница Уилл Хантинг / Good Will Hunting                                     |
| 1998 | Ален Рене | кинорежиссёр                                 | Известные старые песни / On connait la chanson                              |
| 1999 | Марк Норман, Том Стоппард                                                                                              | авторы сценария                              | Влюблённый Шекспир / Shakespeare in Love                                    |
| 1999 | Дэвид Кроненберг | сценарист, кинорежиссёр                      | Экзистенция / Existenz                                                      |
| 2000 | ансамбль актёров | актёры                                       | Рай: Семь дней с семью женщинами / Paradiso — Sieben Tage mit sieben Frauen |
| 2001 | Рауль Перес Куберо | кинооператор                                 | Ты — одна / You’re The One (Una historia de entonces)                       |
| 2002 | Людивин Санье, Виржини Ледуайен, Катрин Денёв, Даниэль Дарьё, Изабель Юппер, Фирмин Ришар, Эммануэль Беар, Фанни Ардан | актрисы                                      | 8 женщин                                                                    |
| 2003 | Ли Ян | сценарист, кинорежиссёр                      | Слепой вал / Mang Jing                                                      |
| 2004 | ансамбль актёров | актёры                                       | Если я обернусь / Om jag vänder mig om                                      |
| 2005 | Цай Минлян | сценарист                                    | Капризное облако / Tian Bian Yi Duo Yun                                     |
| 2006 | Юрген Фогель | актёр, соавтор сценария, сопродюсер          | Свободная воля / Der freie Wille                                            |
| 2007 | ансамбль актёров | актёры                                       | Ложное искушение / The Good Shepherd                                        |
| 2008 | Джонни Гринвуд | музыка                                       | Нефть / There Will Be Blood                                                 |
| 2009 | Дьёрдь Ковач, Gábor Erdély, Tamás Székely                                                                              | звуковой ряд                                 | Каталин Варга / Katalin Varga                                               |
| 2010 | Павел Костомаров | кинооператор                                 | Как я провёл этим летом                                                     |
| 2011 | Войцех Старон | кинооператор                                 | Премия / El premio                                                          |
| 2011 | Барбара Энрикес | художник                                     | Премия / El premio                                                          |
| 2012 | Лутс Райтмайер | кинооператор                                 | Белая оленья равнина / Bai lu yuan                                          |
| 2013 | Азиз Жамбакиев | кинооператор                                 | Уроки гармонии                                                              |
| 2014 | Цзэн Цзянь | кинооператор                                 | Массаж вслепую / Tui Na                                                     |
| 2015 | Стурла Брандт Грёвлен                                                                                                  | кинооператор                                 | Виктория                                                                    |
| 2015 | Евгений Привин, Сергей Михальчук                                                                                       | кинооператоры                                | Под электрическими облаками                                                 |
| 2016 | Марк Ли Пинбин | кинооператор                                 | Против течения / Chang Jiang Tu                                             |
| 2017 | Дана Бунеску | монтаж                                       | Ана, любовь моя / Ana, mon amour                                            |
| 2018 | Елена Окопная | художник по костюмам                         | Довлатов                                                                    |
| 2019 | Расмус Видебук | кинооператор                                 | И украсть лошадей / Ut og stjæle hester                                     |
| 2020 | Юрген Юргес | кинооператор                                 | Дау. Наташа / DAU. Natasha                                                  |
| 2021 | Ибран Асуад | монтажёр                                     | Полицейский фильм / Una película de policías                                |
| 2022 | Ритхи Пань | режиссёр                                     | Всё будет хорошо / Everything Will Be Ok                                    |
| 2023 | Элен Лувар | кинооператор                                 | Disco Boy                                                                   |